# Shanghai SH760
Der Shanghai SH760 (anfänglich: Feng Huang oder Fenghuang, deutsch: Phönix) ist eine Limousine des ehemaligen chinesischen Automobilherstellers Shanghai Auto Works, die von 1958 bis 1991 produziert wurde. Das in der oberen Mittelklasse angesiedelte Auto änderte sich technisch und stilistisch über die Jahre nur in geringem Maße. Der Shanghai, von dem in über 30 Jahren annähernd 80.000 Exemplare entstanden, war in der zweiten Hälfte des 20. Jahrhunderts der am weitesten verbreitete zivile Personenkraftwagen Chinas. Shanghai entwickelte eine Reihe von Sonderversionen und Nachfolgemodellen; keines von ihnen erreichte aber die Serienfertigung.

## Entstehungsgeschichte
In den ersten Jahren ihrer Existenz wurde der Fahrzeugbedarf in der Volksrepublik China vor allem durch Importe aus der Sowjetunion gedeckt. Ab 1953 entstanden in China mehrere Werke, die Nutzfahrzeuge, vor allem schwere Lastkraftwagen, herstellten. Hierbei handelte es sich im Regelfall um Lizenzproduktionen oder Nachbauten sowjetischer Konstruktionen. 1958 begann in China die Kampagne Der Große Sprung nach vorn, zu deren Zielen es gehörte, den Rückstand Chinas zu den westlichen Industrieländern aufzuholen. Die Auswirkungen dieser Initiative waren auch im Automobilbereich zu spüren: Ab 1958 begannen mehrere chinesische Werke, Personenkraftwagen für die zivile Nutzung zu konstruieren. Für das Segment der Mittelklasse entstanden 1958 in drei Werken drei unterschiedliche Konstruktionen: Die in der Hauptstadt ansässigen Beijing Automobile Works (BAW) konstruierten die 4,1 Meter lange, mit einem luftgekühlten Heckmotor ausgestattete Limousine Jinggangshan, die wenig später durch den Wolga-Nachbau Dongfanghong BJ760 abgelöst wurde, bei FAW in der Mandschurei wurde der Dongfeng CA71 entwickelt, und die Shanghai Auto Works konstruierte eine viertürige Stufenhecklimousine mit der Bezeichnung Feng Huang. Nachdem in den folgenden zwei Jahren jeweils etwa 100 Exemplare der einzelnen Modelle entstanden waren, wurde ab 1960 im Mittelklassebereich allein der Feng Huang in die Serienproduktion übernommen.
Die Produktion des Feng Huang erreichte Mitte der 1960er-Jahre jährlich vierstellige Zahlen. 1964 wurde die Bezeichnung Feng Huang aufgegeben; das Fahrzeug hieß nun Shanghai 760. Ab 1984 kooperierte Shanghai Auto Works mit Volkswagen. Im Zuge dieser Zusammenarbeit wurde der SH760 technisch und stilistisch geringfügig überarbeitet. Das Auto erhielt einige Komponenten des in China gefertigten VW Santana und wurde nun Shanghai SH7221 genannt. 1991 stellte das Unternehmen die Produktion des Shanghai zugunsten des Santana ein.
Seit den späten 1960er-Jahren baute Shanghai einige Prototypen für mögliche Nachfolger des SH760. Dazu gehörte der Shanghai SH771, dessen Karosserie sich an den Mercedes „Strich-Acht“ anlehnte.

## Modellbeschreibung
Wie bei den chinesischen Automobilen seiner Ära üblich, war der Feng Huang bzw. Shanghai SH750 keine Eigenentwicklung. Die chinesischen Ingenieure kopierten stattdessen ausländische Konstruktionen sowjetischen, aber auch westlichen Ursprungs.

### Technik und Design: von Mercedes und Plymouth inspiriert

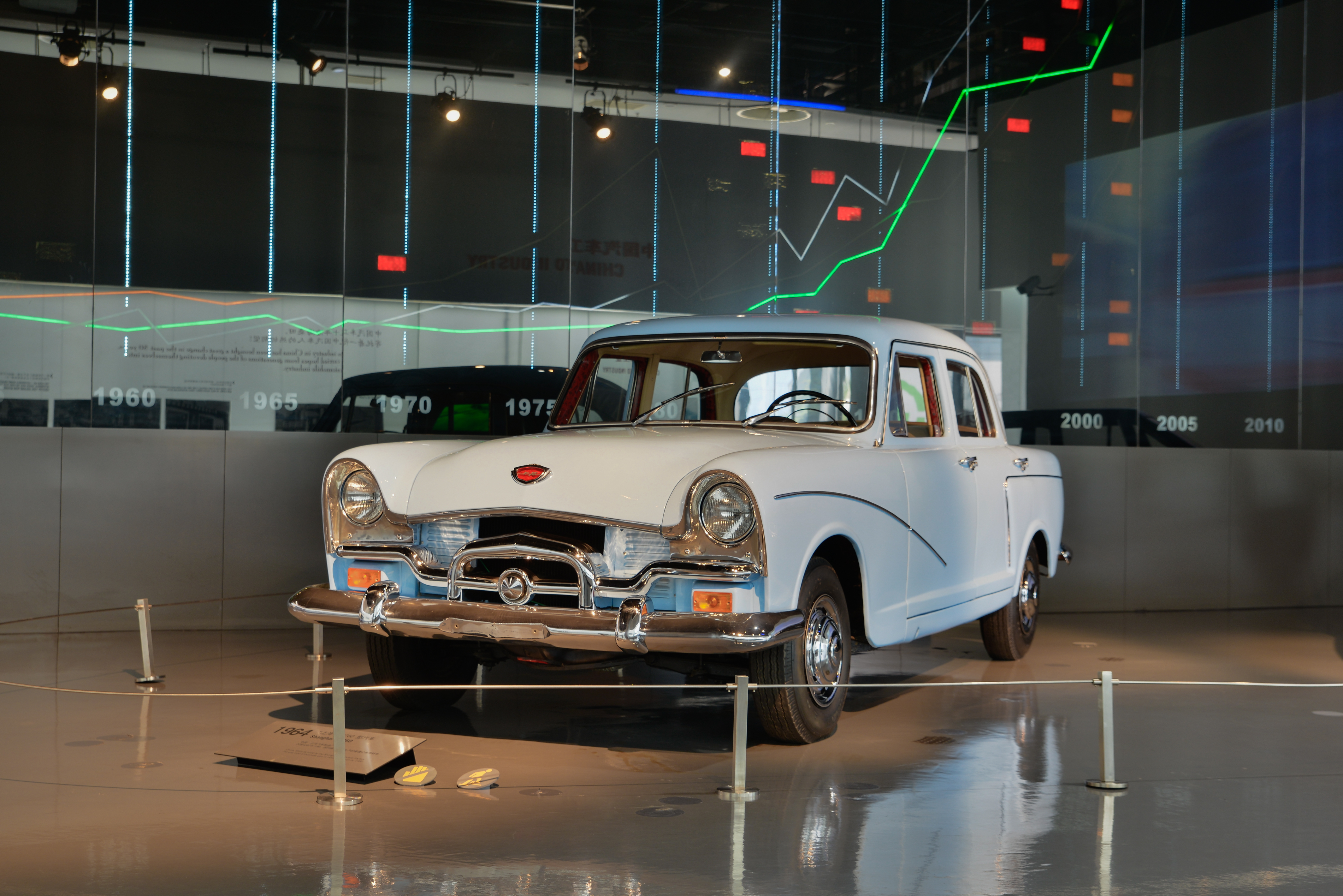
Shanghai SH760 in der bis 1974 gefertigten Version

Der Feng Huang und der Shanghai SH760 waren viertürige, fünfsitzige Limousinen mit einer Stufenheckkarosserie.
Das Gesamtkonzept der Autos orientierte sich nach einhelliger Darstellung in der Automobilliteratur am Mercedes-Benz W 180 (sogenannter Ponton-Mercedes). Der Radstand und die sonstigen Abmessungen beider Autos stimmen bis auf wenige Zentimeter überein, und die Formen der Dachlinie und der Türausschnitte sind ebenfalls nahezu identisch. Wie der Mercedes, hat auch der Feng Huang/Shanghai eine starke Profilierung im Bereich der hinteren Kotflügel. lediglich an der Frontpartien gab es Abweichungen. Hier war der Feng Huang in seiner ursprünglichen Version den US-amerikanischen Plymouth-Modellen des Jahrgangs 1955 nachempfunden. Besonders auffällig war die mit „schwerem Chromornament“ versehene Kühleröffnung, vor der zwei verchromte Bügel ineinander verschränkt verliefen.
In technischer Hinsicht übernahmen der Feng Huang und der SH760 ebenfalls das Konzept des Ponton-Mercedes. Als Antrieb diente ein 2,2 Liter großer Reihensechszylindermotor, der vorn installiert war. Der Motor, der die Werksbezeichnung Jinfeng 685 trug, war ein Nachbau des Mercedes-Benz M 180. Die Abmessungen des Motorblocks sowie Bohrung und Hub waren nahezu identisch. In der Ventilsteuerung (OHV beim chinesischen Auto, OHC beim Mercedes) wichen beide Konstruktionen allerdings voneinander ab. Als Leistung wurden 90 PS (66 KW) angegeben. Die Kraft wurde über ein handgeschaltetes Vierganggetriebe auf die Hinterräder übertragen.
Vorn und hinten wurden Trommelbremsen eingesetzt.

### Shanghai SH760A und SH760B

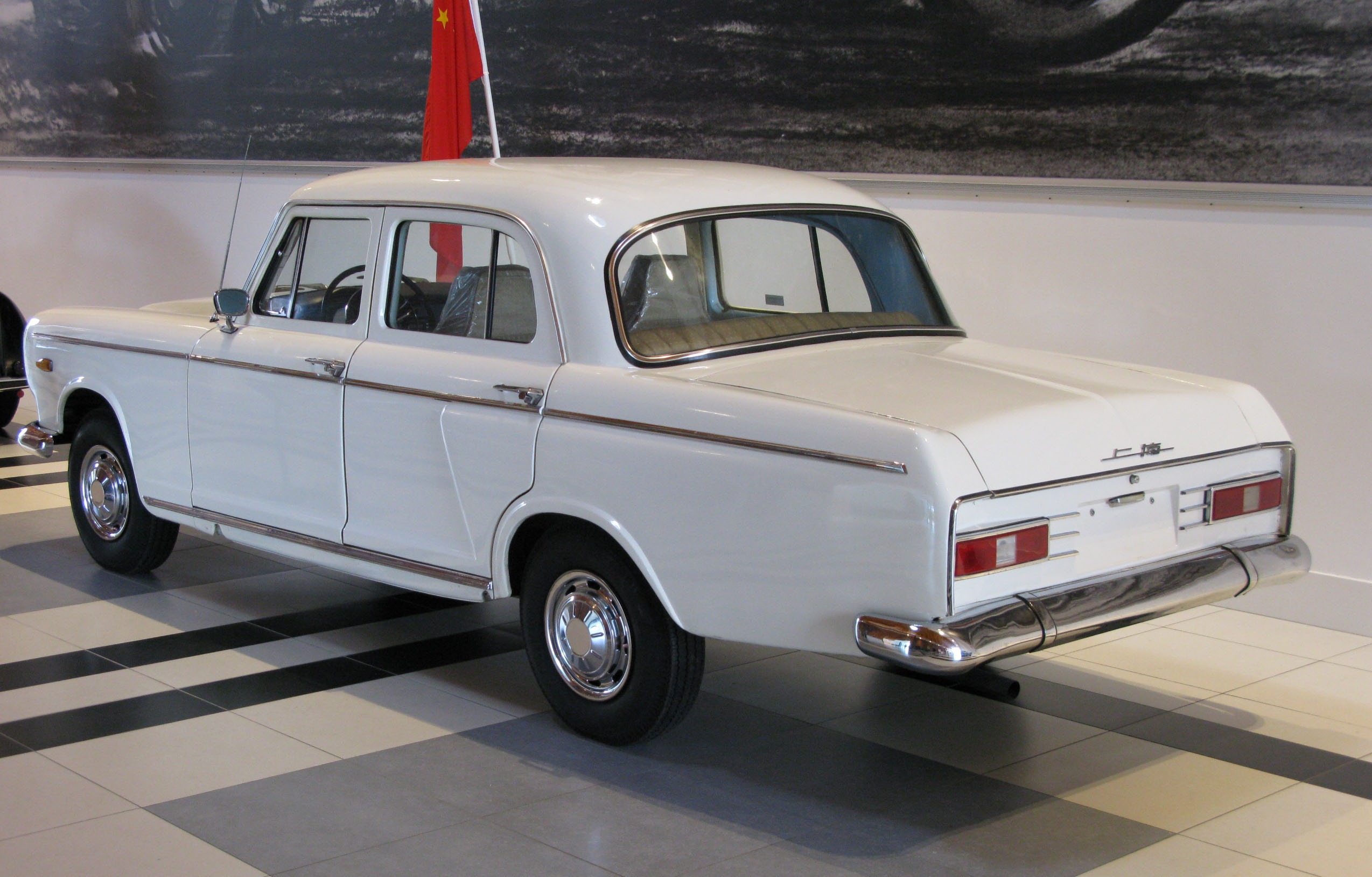
Shanghai SH760B (Modell von 1986)

1968 und 1974 wurde der SH760 in kleineren Schritten technisch und stilistisch überarbeitet. Im Zuge der Veränderungen des Jahres 1974 verlor die Frontpartie die Chrombügel, stattdessen wurde ein gitterförmiger Chromgrill installiert. Die vorderen Scheinwerfer, die nach wie vor in Verlängerungen der Kotflügel eingebettet waren, waren nun rechteckig statt wie bisher rund. Die Heckpartie wurde leicht verlängert. Anstelle der kleinen, in die hinteren Kotflügel integrierten Heckleuchten hatte der Wagen nun horizontale Rückleuchten, die das Nummernschild einrahmten.
Hinsichtlich der Frage, inwieweit sich die Überarbeitungen der Jahre 1968 und 1974 in den Modellbezeichnungen niederschlugen, sind die Angaben in der Literatur nicht einheitlich. Vielfach wird davon ausgegangen, dass die Modifikationen des Jahres 1968 zum Shanghai SH760A geführt haben und die Bezeichnung im Anschluss an die stilistische Überarbeitung 1974 in SH760B geändert wurde. Eine andere Quelle ist der Ansicht, dass die Baureihe SH760A auch die Änderungen des Jahres 1974 einschloss und erst 1980 durch eine Version SH760B ersetzt wurde. In den deutschsprachigen Autokatalogen hingegen wurde auch die ab 1974 produzierte Version nahezu durchgängig als Shanghai SH760A geführt, in einzelnen Ausgaben wurde sie allerdings auch als Shanghai SH760C bezeichnet.

### Shanghai SH7221

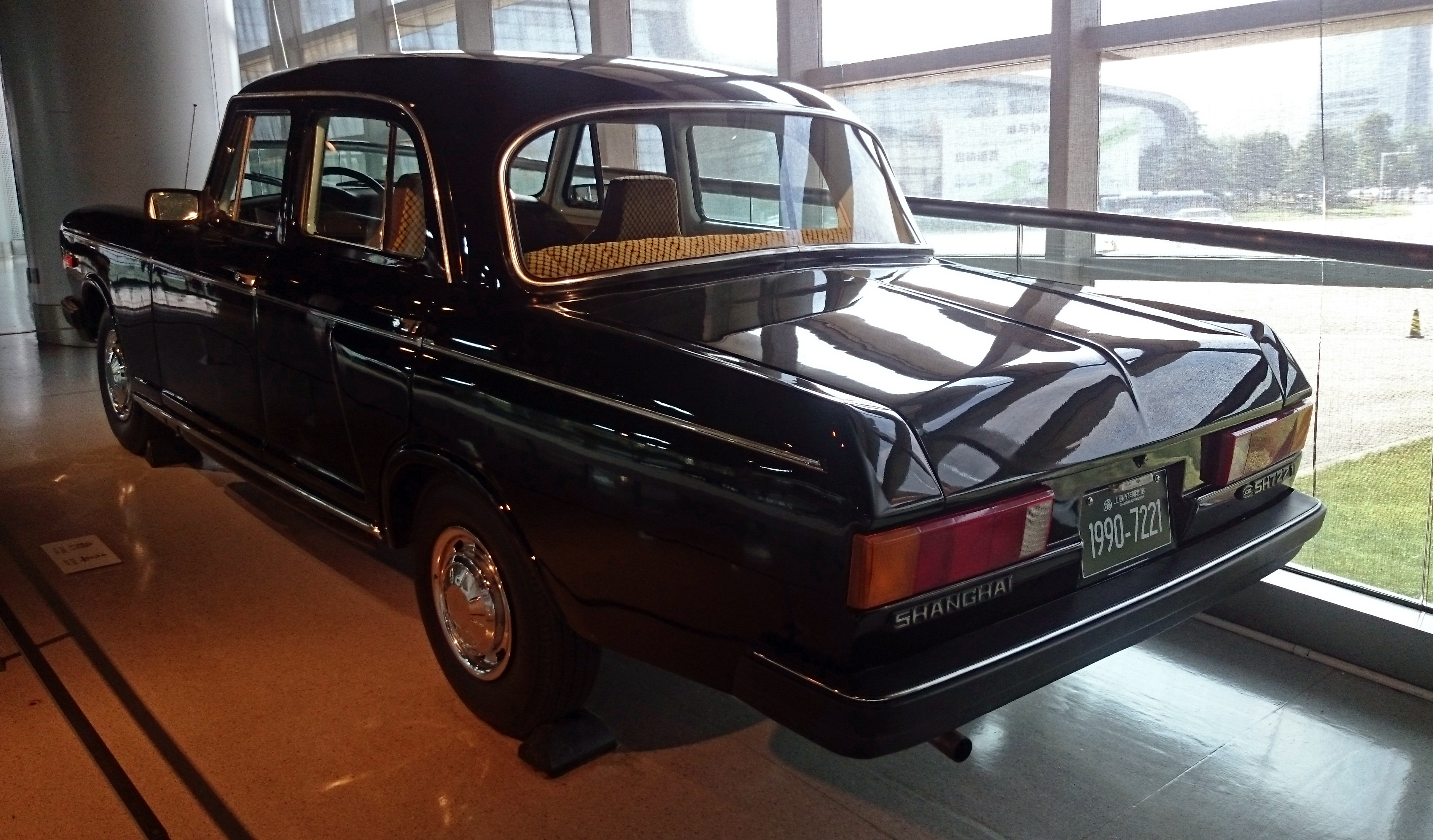
Shanghai SH7721

Der Shanghai SH7221 war eine stilistisch überarbeitete Version des SH760B, die nach dem Beginn der Kooperation zwischen Shanghai Auto Works und Volkswagen eingeführt wurde. Produktionsbeginn war 1987. Der SH7221 ersetzte den SH760B nicht; vielmehr wurden beide Versionen bis 1991 parallel produziert.
Der SH7221 übernahm einige Details des Volkswagen Santana, der seit 1984 im gleichen Werk produziert wurde wie Shanghais eigene Limousine. Zu den Santana-Komponenten des SH7221 gehörten die Räder, die mit Kunststoff ummantelten Stoßstangen sowie die breiten, horizontalen Rückleuchten, die seitlich in die Kotflügel hineinragten. Technische Änderungen gab es hingegen nicht. Insbesondere fanden die VW-Motoren keine Verwendung im SH7221.

## Varianten

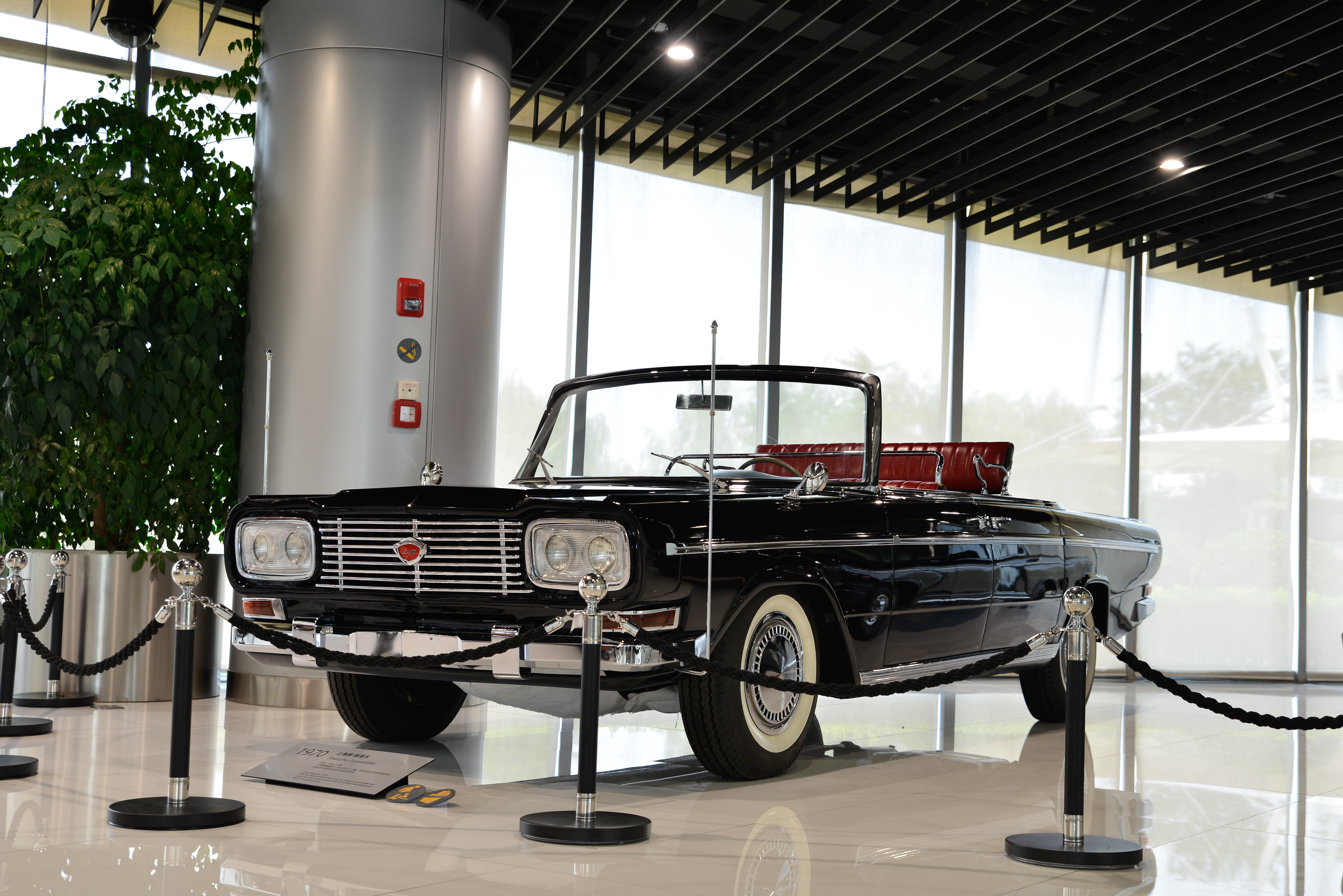
Shanghai Cabriolet

Auf der Grundlage der Shanghai-Limousine entstanden einige Sonderaufbauten, die nicht in großer Serie gefertigt wurden. Hierzu gehörten:
- ein viertüriges Repräsentationscabriolet mit gegenläufig öffnenden Türen von dem 1970 vier oder fünf Exemplare gefertigt wurden und das bei einer Reihe von Paraden eingesetzt wurde. Die Karosserie hatte keine stilistische Ähnlichkeit mit der regulären SH760-Limousine.
- ein viersitziger Pick-up mit drei Türen (eine auf der Fahrer-, zwei auf der Beifahrerseite).[12]
- ein fünftüriger Kombi.[6]

## Produktion
Die Shanghai-Limousine wurde weitgehend in Handarbeit hergestellt. Die Serienproduktion begann 1960, erreichte aber zunächst nur einen geringen Umfang. Ab 1964 wurden jährlich vierstellige Produktionszahlen erreicht. Im Durchschnitt entstanden seitdem 5000 Fahrzeuge pro Jahr; den Höchstwert mit über 6000 Fahrzeugen erzielte Shanghai im Jahr 1984. Insgesamt entstanden knapp 80.000 Exemplare des Modells.

## Mögliche Nachfolger
Während der Produktionszeit des SH760 gab es sowohl bei Shanghai als auch bei anderen Betrieben mehrere Versuche, einen Nachfolger oder ein ergänzendes Modell zu konstruieren. Bis in die späten 1970er-Jahre hinein entstanden zahlreiche Prototypen und Kleinserien; eine reguläre Serienfertigung kam aber in keinem Fall zustande.

### Nachfolgemodelle von Shanghai
Bei Shanghai entstanden drei verschiedene Modelle, die als Ersatz des SH760 in Betracht kamen, tatsächlich aber nicht serienmäßig gebaut wurden. Keiner der Prototypen existiert im 21. Jahrhundert noch.
- Shanghai SH762: 1967 stellte Shanghai den SH762 vor. Er war eine glattflächig gestaltete Stufenhecklimousine, deren trapezförmiges Karosserieprofil an den zeitgenössischen Mercedes-Benz W 108 erinnerte. Die Frontpartie hatte keine Ähnlichkeit zum Mercedes. Links und rechts war jeweils ein rechteckiger Scheinwerfer in waagerechter Ausrichtung eingebaut; darunter befanden sich die Blinker, die seitlich in die Kotflügel hineinragten. Die Kühleröffnung war mit einem Gitter aus dünnen Chromstreben verkleidet. Eine an diesem Muster orientierte Frontgestaltung übernahm Shanghai 1968 für die B-Version des SH760. Die Motorisierung stimmte mit der des etablierten Serienmodells SH760 überein. Shanghai baute mehrere Prototypen, die bis in die 1970er-Jahre im Stadtverkehr in Peking zu sehen waren.
- Shanghai SH763: Der etwa zeitgleich entstandene Shanghai SH763 war ebenfalls eine viertürige Stufenhecklimousine. Ihre Karosserieform imitierte die Linien des Chevrolet Impala des Baujahrs 1963, wobei die Frontpartie Bezüge zum Opel Rekord B aufwies. Das Modell wird in einer Quelle als außerordentlich hässlich,[14] in einer anderen als attraktiv gestaltet („pleasantly-styled“) beschrieben.[15] Shanghai baute vier Prototypen. Einer von ihnen war noch 1980 in der Stadt Suzhou im Betrieb.[15]

### Konstruktionen anderer Betriebe
- Beijing konstruierte in den frühen 1970er-Jahren die Stufenhecklimousine Beijing BJ750, von der je nach Quelle 90 bis 134 Fahrzeuge gebaut wurden. Die Dimensionen des BJ750 ähnelten denen des Shanghai SH760. Die Produktion des BJ750 begann 1974 und endete spätestens 1981, nach einigen Quellen hingegen schon deutlich früher.
- Tianjin Auto Works stellte 1973 die betont eckig gestaltete Stufenhecklimousine Tianjin TJ740 vor, von der bis 1978 wahrscheinlich 63 Exemplare entstanden. Sie war etwas kompakter als der Shanghai SH760.